# Frue Plads
Frue Plads er en plads i Indre By i København, der ligger mellem domkirken Vor Frue Kirke og Københavns Universitets gamle bygning. På pladsen langs med universitetsbygningen er der rejst seks buster af kendte personer, der har været tilknyttet universitetet.
Et syvende kunstværk, designet af Elisabeth Toubro, blev i 2017 opstillet på pladsen for at hædre Inge Lehmann.
Pladsen benyttes til udstillinger og et årligt marked for kunsthåndværk.